# Анос (село)
Ано́с — село в Чемальском муниципальном районе Республики Алтай России, административный центр Аносинского сельского поселения.

## География
Село расположено в долине реки Катуни, к югу от Горно-Алтайска, в месте впадения реки Анос в Катунь.

## Население
| 2010 | 2011 | 2012 | 2013 | 2014 | 2015 | 2016 |
| ---- | ---- | ---- | ---- | ---- | ---- | ---- |
| 382  | ↗383 | ↘360 | ↘355 | ↘347 | ↗348 | ↗349 |

## Достопримечательности
В селе Анос находится дом-музей знаменитого алтайского художника Григория Ивановича Гуркина.